# Ballabio (Lombardei)

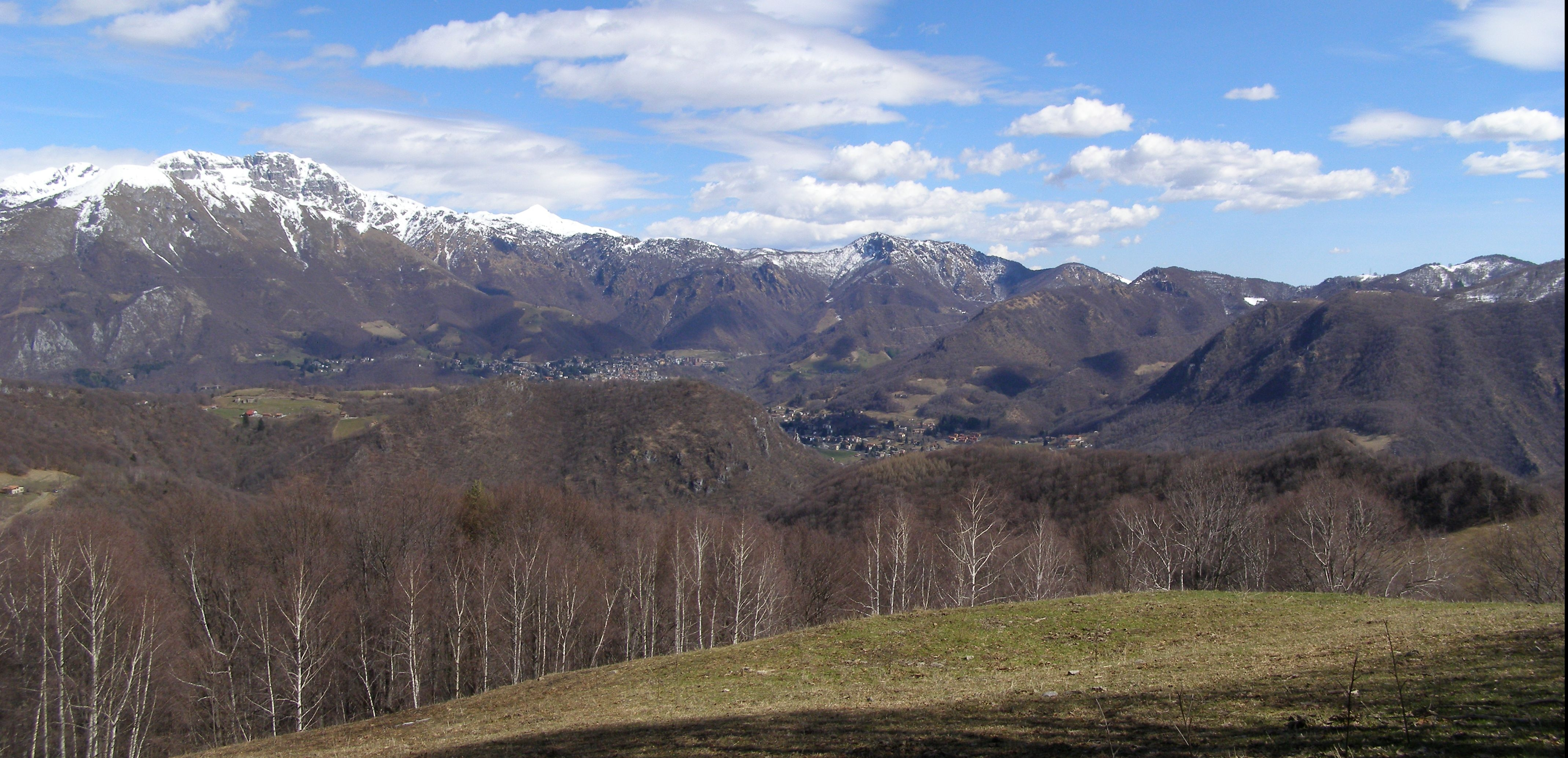
Piani Resinelli

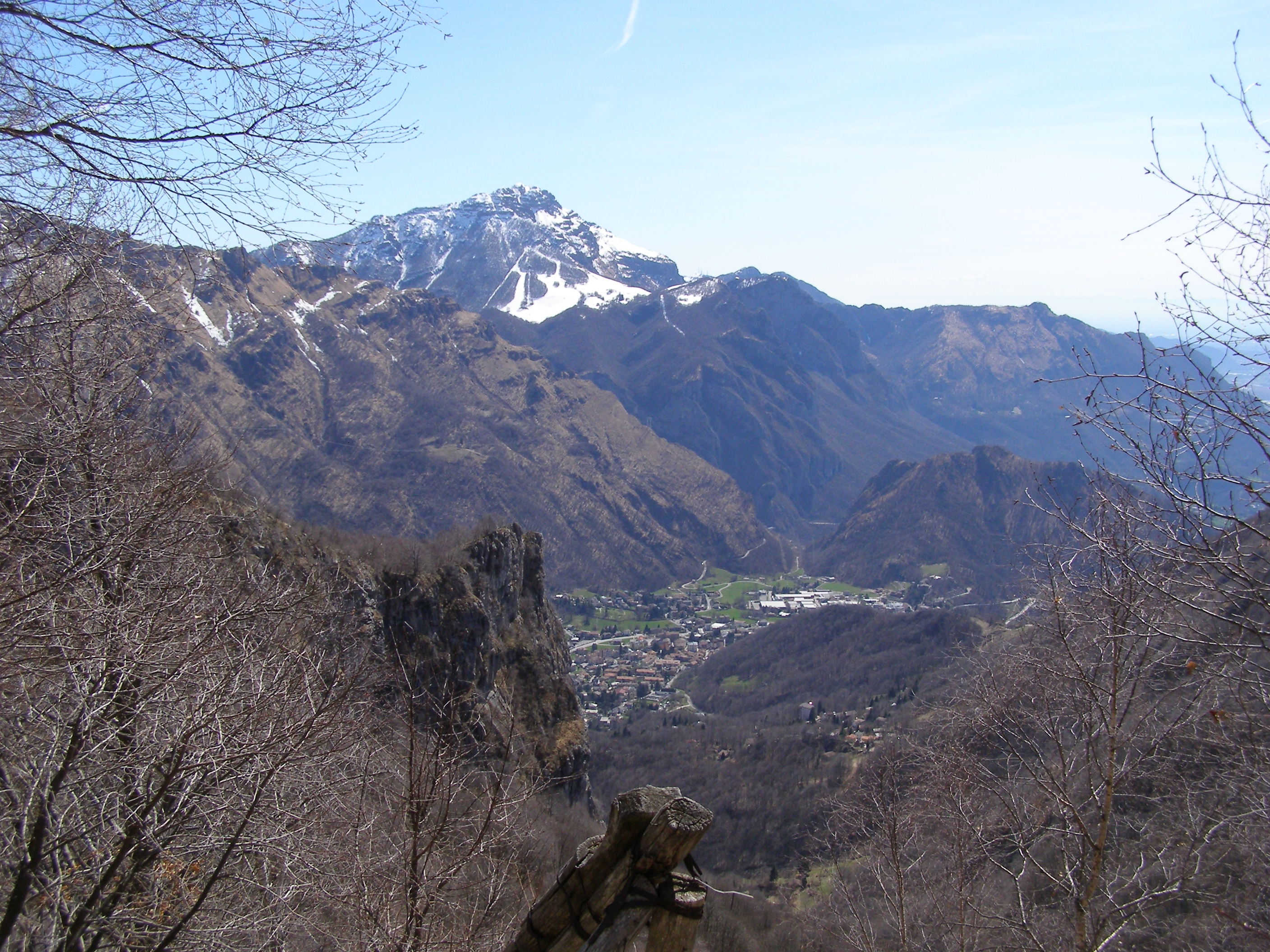
Ballabio und Monte Resegone im Hintergrund

Ballabio ist eine Gemeinde mit 4187 Einwohnern (Stand 31. Dezember 2023) in der Provinz Lecco, Region Lombardei.

## Geographie
Die Gemeinde umfasst die Fraktionen Ballabio Inferiore, Ballabio Superiore, Asinara Costadorna, Nibbio, Balisio und Pian Fontana. Im Jahr 1971 hatte die Gemeinde Ballabio eine Fläche von 1.497 Hektar.
Die Nachbargemeinden sind Abbadia Lariana, Cremeno, Lecco, Mandello del Lario, Morterone und Pasturo.

## Geschichte
Das Gebiet von Ballabio wurde zuerst von den Orobiern, dann von den Etruskern, den Galliern und schließlich von den Römern besiedelt. In der Römerzeit führte die Via Spluga, eine römische Straße, die Mailand über den Splügenpass mit Lindau verband, durch Ballabio. Einige der in diesem Gebiet gefundenen Arbeitsgeräte stammen aus der Römerzeit.
Die Gemeinde Ballabio, die in der Zusammenfassung der Vermessung der Gemeinde Lecco mit ihrer Gerichtsbarkeit von 1558 als Einheit erscheint, wird in den Dokumenten des 18. Jahrhunderts immer wieder in Unter-Ballabio und Ober-Ballabio unterteilt, wobei jede der beiden Gemeinden über eigene Organe und Vertreter verfügt. Nach den Antworten auf 45 Fragen der königlichen Volkszählungsbehörde war der untere Ballabio im Jahr 1751 eine der zwanzig durch Quoten voneinander getrennten Gemeinden, die die allgemeine Gemeinde Lecco bildeten, die damals dem Grafen Marcellino Airoldi unterstellt war und einem einzigen Feudalrichter (podestà) mit Sitz in Lecco unterstand; die Grenzen zwischen den verschiedenen Gemeinden waren verworren, weil das Land nie aufgeteilt worden war, und nur das Grundbuch blieb getrennt, während die zwanzig Gemeinden ansonsten die Gemeindegüter gemeinsam nutzten. 
Die Gemeinde Ballabio inferiore, zusammen mit der Gemeinde Ballabio superiore und der Gemeinde Morterone, beantragten die Trennung der kommunalen Güter der Gesamtheit von Lecco, um die ihr zustehenden Gewichte wiederherzustellen und ihren Genius zu regulieren. Der Konsul und die beiden Bürgermeister wurden von der Gemeinde gewählt, die sie bestätigen konnte; die Führung der öffentlichen Bücher oblag einem dazu bestimmten Abgeordneten, der zusammen mit dem Bürgermeister und dem Konsul die Gemeinde regelte und verwaltete und die Gerechtigkeit der von dem Abgeordneten und den Bürgermeistern selbst gebildeten Verteilungen überwachte. Nieder-Ballabio hatte, wie jede Gemeinde der Gesamtgemeinde Lecco, einen eigenen Steuereinnehmer, der die gewöhnlichen Abgaben, die Taggelder und den Zensus sowie die der einzelnen Gemeinde zustehenden lokalen Ausgaben (Gehalt des Bürgermeisters, des Konsuls, die Pfarrpräbende, die Instandhaltung der Kirchen und Überstunden, zusätzlich zu den Ausgaben der Gesamtgemeinde) bezahlte.
Mit der Aktivierung der Gemeinden der Provinz Como auf der Grundlage der territorialen Aufteilung des Königreichs Lombardo-Venetien wurde die Gemeinde Ober-Ballabio in den Bezirk XI von Lecco aufgenommen. Ober-Ballabio, eine Gemeinde mit einer Vorladung, wurde durch die spätere territoriale Aufteilung der lombardischen Provinzen im Bezirk XI von Lecco bestätigt. Im Jahr 1853 wurde Ballabio superiore, Gemeinde mit allgemeiner Einberufung und einer Bevölkerung von 486 Einwohnern, in den Kreis X von Lecco eingegliedert.
Die Gemeinde Ballabio, die zur Provinz Como gehört, wurde 1927 aus den aufgelösten Gemeinden Ballabio Inferiore und Ballabio Superiore gebildet.
Nach dem 1926 erlassenen Gesetz über die lokale Verwaltung wurde die Gemeinde von einem Podestà verwaltet. Nach der Gemeindereform von 1946 wurde die Gemeinde Ballabio von einem Bürgermeister, einer Junta und einem Gemeinderat verwaltet.

## Bevölkerung
| Bevölkerungsentwicklung | Bevölkerungsentwicklung | Bevölkerungsentwicklung | Bevölkerungsentwicklung | Bevölkerungsentwicklung | Bevölkerungsentwicklung | Bevölkerungsentwicklung | Bevölkerungsentwicklung | Bevölkerungsentwicklung | Bevölkerungsentwicklung | Bevölkerungsentwicklung | Bevölkerungsentwicklung | Bevölkerungsentwicklung | Bevölkerungsentwicklung | Bevölkerungsentwicklung |
| ----------------------- | ----------------------- | ----------------------- | ----------------------- | ----------------------- | ----------------------- | ----------------------- | ----------------------- | ----------------------- | ----------------------- | ----------------------- | ----------------------- | ----------------------- | ----------------------- | ----------------------- |
| Jahr                    | 1861                    | 1871                    | 1881                    | 1901                    | 1921                    | 1931                    | 1951                    | 1971                    | 1991                    | 2001                    | 2014                    | 2019                    | 2021                    |                         |
| Einwohner               | 725                     | 745                     | 845                     | 908                     | 1018                    | 927                     | 975                     | 1408                    | 2473                    | 3330                    | 4082                    | 4049                    | 4149                    |                         |
| Quelle: ISTAT           |                         |                         |                         |                         |                         |                         |                         |                         |                         |                         |                         |                         |                         |                         |

## Sehenswürdigkeiten
- Pfarrkirche San Lorenzo

## Persönlichkeiten
- Umberto Locatelli (* 16. Dezember 1878 in Ballabio; † 4. Oktober 1958 in Lecco), Unternehmer, Politiker, Senator.